# Roquefort (Landes)
Pour les articles homonymes, voir Roquefort.
Roquefort, en gascon Ròcahòrt, est une commune du Sud-Ouest de la France, située dans le département des Landes en région Nouvelle-Aquitaine.
Ce village est une étape sur la voie de Vézelay du chemin de Compostelle.

## Géographie

### Localisation
Roquefort est située à une vingtaine de kilomètres au nord-est de Mont-de-Marsan, chef-lieu du département, sur la route nationale 132 et la route nationale 134. Un échangeur permet l'accès à l'A65.
Roquefort appartient au pays de Marsan, mais est proche du pays d'Albret et de l'Armagnac.

### Communes limitrophes
Les communes limitrophes sont  Arue, Pouydesseaux, Saint-Gor et Sarbazan.
|              | Arue      |           |
| Pouydesseaux | Roquefort | Saint-Gor |
|              | Sarbazan  |           |

### Relief et hydrographie
L'Estampon, affluent de rive droite de la Douze, conflue avec elle sur le territoire de la commune.

### Climat
Le climat qui caractérise la commune est qualifié, en 2010, de « climat océanique altéré », selon la typologie des climats de la France qui compte alors huit grands types de climats en métropole. En 2020, la commune ressort du même type de climat dans la classification établie par Météo-France, qui ne compte désormais, en première approche, que cinq grands types de climats en métropole. Il s’agit d’une zone de transition entre le climat océanique et les climats de montagne et le climat semi-continental. Les écarts de température entre hiver et été augmentent avec l'éloignement de la mer. La pluviométrie est plus faible qu'en bord de mer, sauf aux abords des reliefs.
Les paramètres climatiques qui ont permis d’établir la typologie de 2010 comportent six variables pour les températures et huit pour les précipitations, dont les valeurs correspondent à la normale 1971-2000. Les sept principales variables caractérisant la commune sont présentées dans l'encadré ci-après.
| Paramètres climatiques communaux sur la période 1971-2000 - Moyenne annuelle de température : 12,9 °C - Nombre de jours avec une température inférieure à −5 °C : 2,3 j - Nombre de jours avec une température supérieure à 30 °C : 8 j - Amplitude thermique annuelle : 14,6 °C - Cumuls annuels de précipitation : 949 mm - Nombre de jours de précipitation en janvier : 11,3 j - Nombre de jours de précipitation en juillet : 7,4 j |

Avec le changement climatique, ces variables ont évolué. Une étude réalisée en 2014 par la Direction générale de l'Énergie et du Climat complétée par des études régionales prévoit en effet que la  température moyenne devrait croître et la pluviométrie moyenne baisser, avec toutefois de fortes variations régionales. La station météorologique de Météo-France installée sur la commune et en service de 1988 à 2010 permet de connaître l'évolution des indicateurs météorologiques. Le tableau détaillé pour la période 1981-2010 est présenté ci-après.
| Mois                                  | jan.            | fév.             | mars           | avril           | mai           | juin         | jui.            | août           | sep.          | oct.            | nov.             | déc.           | année      |
| ------------------------------------- | --------------- | ---------------- | -------------- | --------------- | ------------- | ------------ | --------------- | -------------- | ------------- | --------------- | ---------------- | -------------- | ---------- |
| Température minimale moyenne (°C)     | 1,1             | 0,9              | 2,9            | 5,2             | 9,4           | 12,4         | 13,9            | 13,9           | 10,4          | 8               | 4                | 1,5            | 7          |
| Température moyenne (°C)              | 6,1             | 7,1              | 10             | 12,1            | 16,5          | 19,4         | 21,4            | 21,5           | 17,9          | 14,4            | 9,2              | 6,2            | 13,5       |
| Température maximale moyenne (°C)     | 11,2            | 13,3             | 17,1           | 19              | 23,6          | 26,5         | 28,9            | 29,2           | 25,3          | 20,8            | 14,4             | 10,9           | 20,1       |
| Record de froid (°C) date du record   | −12 13.01.03    | −12,8 25.02.1993 | −13,2 01.03.05 | −6,1 04.04.1996 | −1,1 06.05.02 | 0,6 01.06.06 | 5,2 30.07.1988  | 3,4 29.08.1998 | 0 26.09.02    | −5,9 31.10.1997 | −11,9 22.11.1998 | −13,4 25.12.01 | −13,4 2001 |
| Record de chaleur (°C) date du record | 22,1 13.01.1993 | 26,9 15.02.1998  | 29,6 20.03.05  | 33,7 30.04.05   | 37,7 30.05.01 | 42 21.06.03  | 41,2 20.07.1989 | 42 01.08.04    | 37,5 05.09.06 | 34,3 04.10.04   | 25,1 03.11.05    | 23 15.12.1989  | 42 2004    |
| Précipitations (mm)                   | 79,1            | 70,4             | 65,3           | 93,7            | 76            | 65,8         | 55              | 64,8           | 71,3          | 87,6            | 108,5            | 84,3           | 921,8      |

## Urbanisme

### Typologie
Au 1er janvier 2024, Roquefort est catégorisée bourg rural, selon la nouvelle grille communale de densité à sept niveaux définie par l'Insee en 2022.
Elle appartient à l'unité urbaine de Roquefort, une agglomération intra-départementale regroupant deux  communes, dont elle est ville-centre,,. Par ailleurs la commune fait partie de l'aire d'attraction de Mont-de-Marsan, dont elle est une commune de la couronne,. Cette aire, qui regroupe 101 communes, est catégorisée dans les aires de 50 000 à moins de 200 000 habitants,.

### Occupation des sols

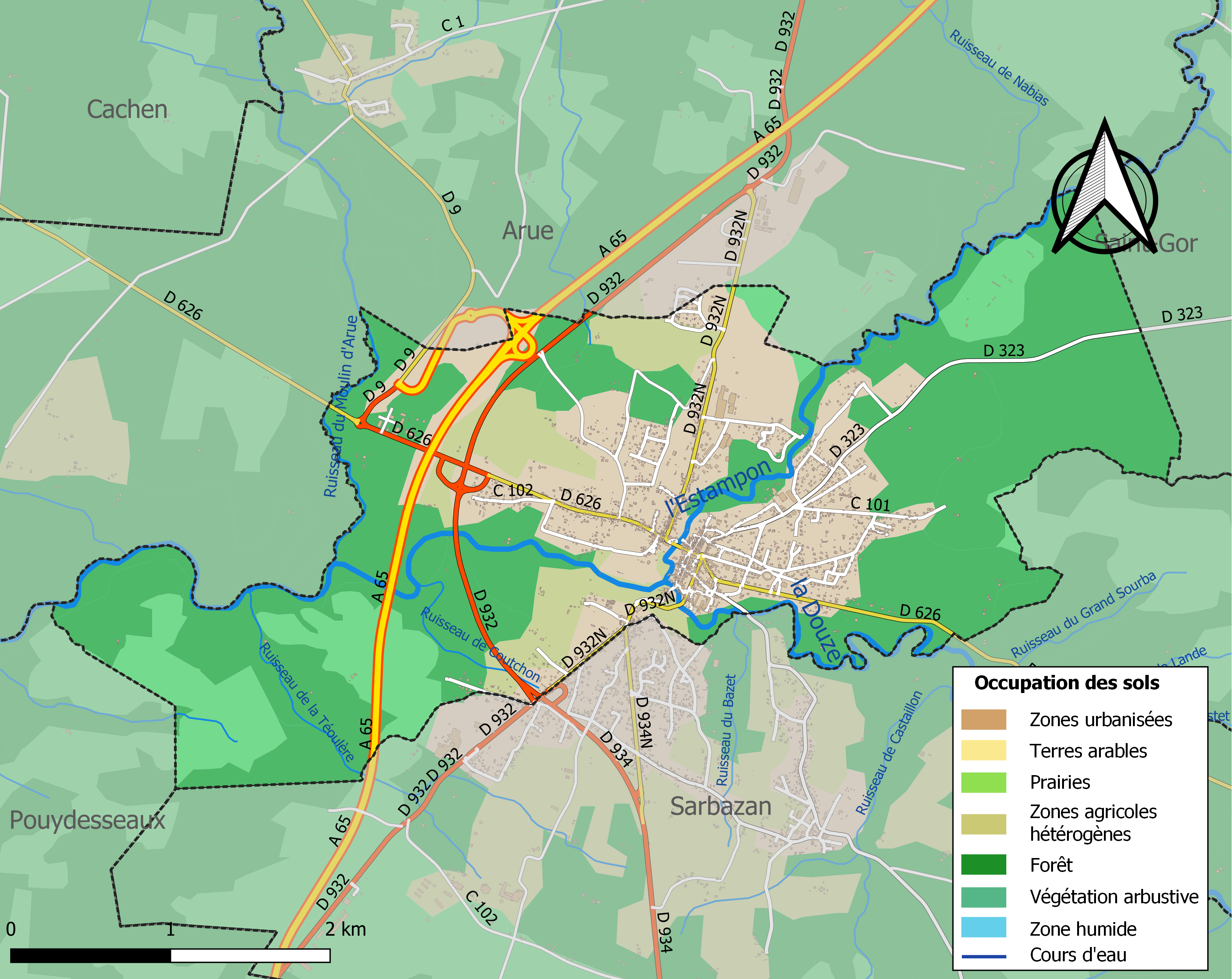
Carte des infrastructures et de l'occupation des sols de la commune en 2018 (CLC).

L'occupation des sols de la commune, telle qu'elle ressort de la base de données européenne d’occupation biophysique des sols Corine Land Cover (CLC), est marquée par l'importance des forêts et milieux semi-naturels (65,1 % en 2018), en diminution par rapport à 1990 (73,8 %). La répartition détaillée en 2018 est la suivante : forêts (53,7 %), zones urbanisées (18,8 %), milieux à végétation arbustive et/ou herbacée (11,4 %), zones agricoles hétérogènes (8,1 %), zones industrielles ou commerciales et réseaux de communication (8 %). L'évolution de l’occupation des sols de la commune et de ses infrastructures peut être observée sur les différentes représentations cartographiques du territoire : la carte de Cassini (XVIIIe siècle), la carte d'état-major (1820-1866) et les cartes ou photos aériennes de l'IGN pour la période actuelle (1950 à aujourd'hui).

### Risques majeurs
Le territoire de la commune de Roquefort est vulnérable à différents aléas naturels : météorologiques (tempête, orage, neige, grand froid, canicule ou sécheresse), inondations, feux de forêts, mouvements de terrains et séisme (sismicité très faible). Il est également exposé à un risque technologique, le transport de matières dangereuses. Un site publié par le BRGM permet d'évaluer simplement et rapidement les risques d'un bien localisé soit par son adresse soit par le numéro de sa parcelle.

#### Risques naturels
Certaines parties du territoire communal sont susceptibles d’être affectées par le risque d’inondation par débordement de cours d'eau, notamment la Douze et l'Estampon. La commune a été reconnue en état de catastrophe naturelle au titre des dommages causés par les inondations et coulées de boue survenues en 1999, 2004 et 2009,.
Roquefort est exposée au risque de feu de forêt. Depuis le 20 avril 2016, les départements de la Gironde, des Landes et de Lot-et-Garonne disposent d’un règlement interdépartemental de protection de la forêt contre les incendies. Ce règlement vise à mieux prévenir les incendies de forêt, à faciliter les interventions des services et à limiter les conséquences, que ce soit par le débroussaillement, la limitation de l’apport du feu ou la réglementation des activités en forêt. Il définit en particulier cinq niveaux de vigilance croissants auxquels sont associés différentes mesures,.
Les mouvements de terrains susceptibles de se produire sur la commune sont des affaissements et effondrements liés aux cavités souterraines (hors mines) et des tassements différentiels. Par ailleurs, afin de mieux appréhender le risque d’affaissement de terrain, un inventaire national permet de localiser les éventuelles cavités souterraines sur la commune.

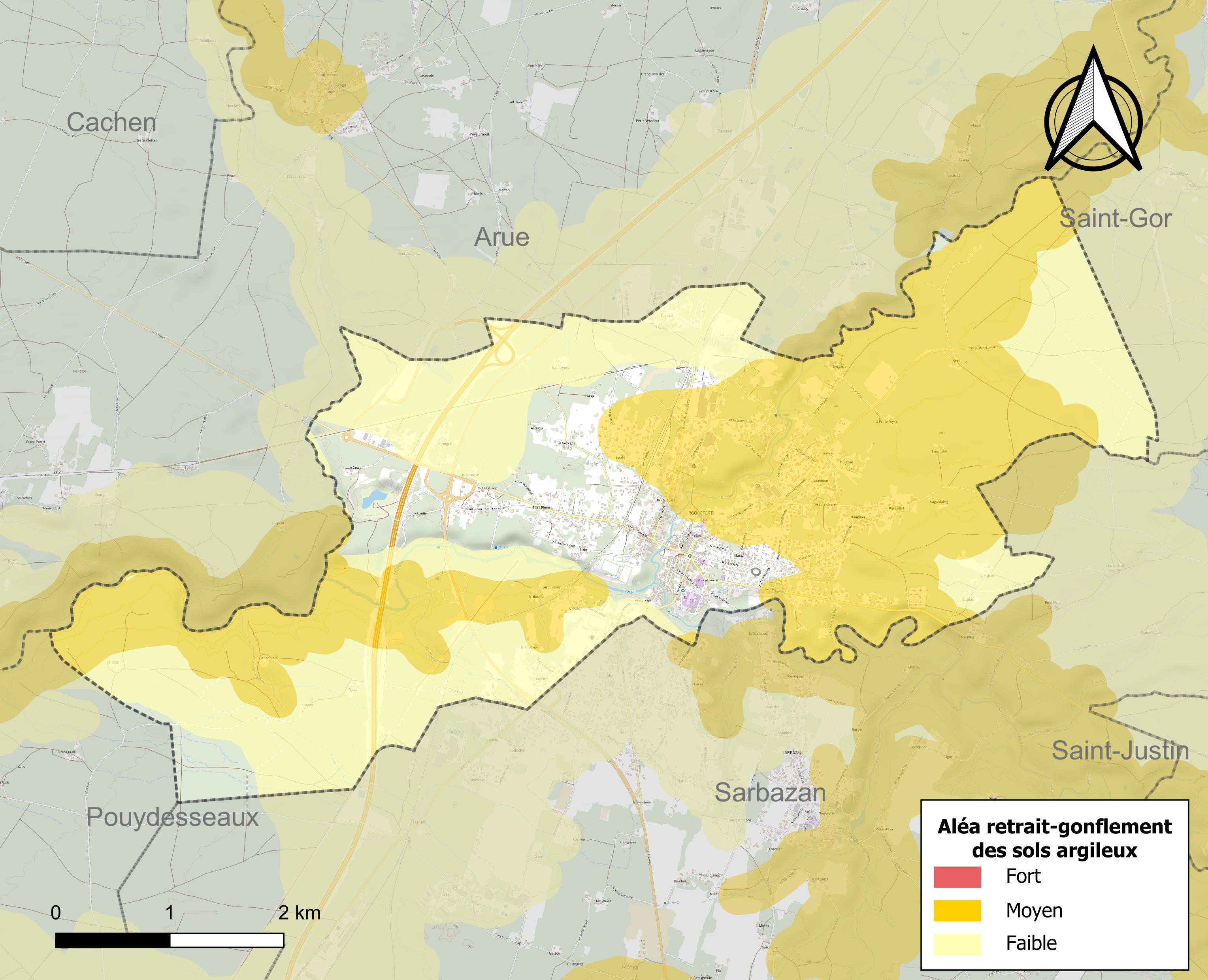
Carte des zones d'aléa retrait-gonflement des sols argileux de Roquefort.

Le retrait-gonflement des sols argileux est susceptible d'engendrer des dommages importants aux bâtiments en cas d’alternance de périodes de sécheresse et de pluie. 47,5 % de la superficie communale est en aléa moyen ou fort (19,2 % au niveau départemental et 48,5 % au niveau national). Sur les 1 011 bâtiments dénombrés sur la commune en 2019, 393 sont en aléa moyen ou fort, soit 39 %, à comparer aux 17 % au niveau départemental et 54 % au niveau national. Une cartographie de l'exposition du territoire national au retrait gonflement des sols argileux est disponible sur le site du BRGM,.
Concernant les mouvements de terrains, la commune a été reconnue en état de catastrophe naturelle au titre des dommages causés par des mouvements de terrain en 1999, 2012 et 2015.

#### Risques technologiques
Le risque de transport de matières dangereuses sur la commune est lié à sa traversée par une ou des infrastructures routières ou ferroviaires importantes ou la présence d'une canalisation de transport d'hydrocarbures. Un accident se produisant sur de telles infrastructures est susceptible d’avoir des effets graves sur les biens, les personnes ou l'environnement, selon la nature du matériau transporté. Des dispositions d’urbanisme peuvent être préconisées en conséquence.

## Histoire
C’est au vicomte de Marsan que l'on doit la construction avant le début du XIIe siècle du château de Marsan qui domine la confluence de l’Estampon et de la Douze. À partir du XIIIe siècle, la ville de Roquefort se protège derrière des murailles et constitue un castelnau autour de son château. Des bénédictins s’installent sur le site pour créer un prieuré et construisent l'église romane Sainte-Marie.
L’ordre des Antonins s’établit également dans la cité, aidant les pèlerins à traverser les rivières et la région éprouvante à l’époque des Petites Landes.
En 1371, le duc de Lancastre et futur duc d'Aquitaine Jean de Gand épousa à Roquefort en secondes noces Constance de Castille, fille de Pierre Ier de Castille dit « le Cruel » et de Maria de Padilla. Ils eurent deux enfants : Catherine de Lancastre (1372-1418), mariée en 1393 à Henri III de Castille et Jean (1374, mort jeune).
Au cours des siècles, la cité entra dans les possessions de Philippe le Bel jusqu’en 1295, et fut visitée par François Ier en 1526, par Louis XIV en 1660 et par Napoléon en 1808.

## Héraldique
| Blason | Blasonnement : D'argent aux trois rocs d'échiquier de gueules accompagnés de trois étoiles du même mal ordonnées |

## Politique et administration

### Liste des maires

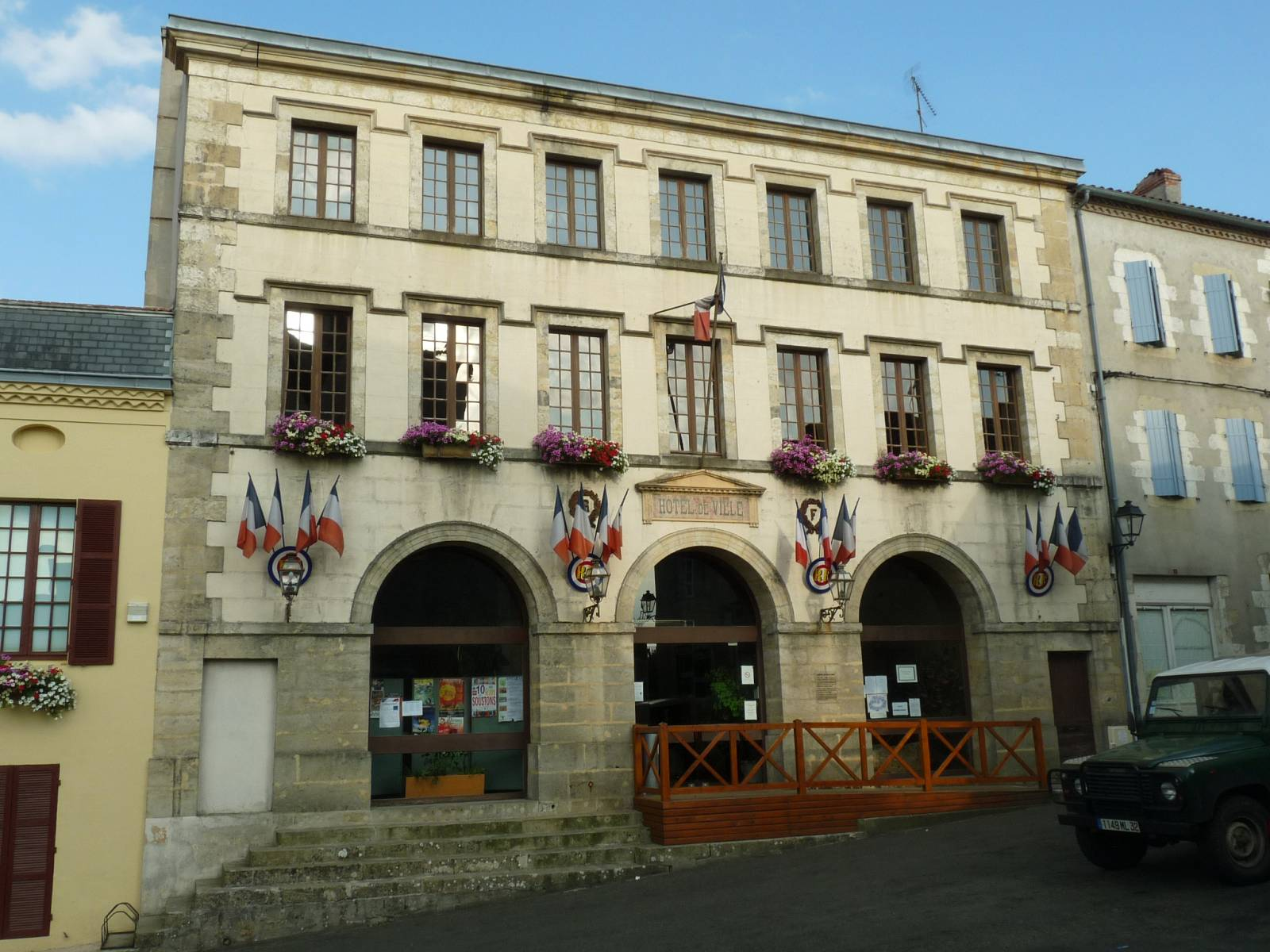
L'hôtel de ville.

| Période                                  | Période                       | Identité                        | Étiquette                      | Qualité |
| ---------------------------------------- | ----------------------------- | ------------------------------- | ------------------------------ | --- |
| Les données manquantes sont à compléter. |                               |                                 |                                | |
| 1793                                     | 1794                          | M. Labarbe                      |                                | |
| 1794                                     | 1797                          | Louis Fayt                      |                                | |
| 1798                                     | 1800                          | Jean Castaing                   |                                | |
| 1800                                     | 1801                          | Jean Baptiste Julien            |                                | |
| 1801                                     | 1803                          | Jean Baptiste Duran             |                                | |
| 1803                                     | 1804                          | Pierre Laborde                  |                                | |
| 1804                                     | 1805                          | Louis Lasserre                  |                                | |
| 1806                                     | 1815                          | Pierre Paul Labarchède          |                                | Notaire |
| 1816                                     | 1825                          | Jean Baptiste Julien de Lassale |                                | |
| 1825                                     | 1830                          | Pierre Saint Guirons            |                                | |
| 1830                                     | 1831                          | Jean François Castaing          |                                | |
| 1831                                     | 1834                          | Jean Marie Joseph Barbazan      |                                | |
| 1835                                     | 1837                          | Joseph Carolin Gayet            |                                | |
| 1837                                     | 1837                          | Joseph Lalanne                  |                                | |
| 1837                                     | 1845                          | Pierre Labarbe-Lannelongue      |                                | |
| 1845                                     | 1851                          | Joseph Carolin Gayet            |                                | |
| 1851                                     | 1876                          | Louis Labarchède                |                                | Conseiller général de Roquefort (1864 → 1876) |
| 1876                                     | 1878                          | Alcide Gaube                    | Bonapartiste puis Nationaliste | Médecin Conseiller général de Roquefort (1876 → 1892) |
| 1878                                     | 1879                          | Joseph Descamp                  |                                | |
| février 1879                             | mars 1879                     | Polydore Bony de Cabarret       |                                | |
| 1879                                     | janvier 1887                  | Joseph Descamp                  |                                | |
| Les données manquantes sont à compléter. |                               |                                 |                                | |
| 1887                                     | octobre 1901                  | Joseph Albert Dupuy             | Républicain opportuniste       | Médecin Conseiller général de Roquefort (1892 → 1901) |
| 1901                                     | mars 1913                     | Louis Piapt                     |                                | |
| 1913                                     | décembre 1919                 | Raymond Joseph Gaube            | Droite                         | Conseiller général de Roquefort (1904 → 1913) |
| décembre 1919                            | mai 1935                      | Gaston Lescouzère               |                                | Industriel |
| mai 1935                                 | 1944                          | Victor Cazenave                 | Rad.                           | Négociant Conseiller général de Roquefort (1931 → 1940) Nommé conseiller départemental en 1943                                                                        |
| 1944                                     | mars 1965                     | Georges Lapios (1892-1979)      | SFIO                           | Commerçant Conseiller général de Roquefort (1951 → 1970) |
| mars 1965                                | juin 1995                     | Jean Lamothe (1928-2022)        | CIR puis PS                    | Médecin Conseiller général de Roquefort (1970 → 1988) Vice-président du conseil général des Landes (1982 → 1985) Suppléant du sénateur Gérard Minvielle (1974 → 1983) |
| juin 1995                                | mai 2020                      | Pierre Chanut                   | PS                             | Médecin Vice-président de la CC des Landes d'Armagnac |
| mai 2020                                 | En cours (au 19 janvier 2021) | François Hubert                 | DVG                            | Cadre de la fonction publique retraité Vice-président de la CC des Landes d'Armagnac (2020 → )                                                                        |

### Politique environnementale
Dans son palmarès 2024, le Conseil national de villes et villages fleuris de France a attribué deux fleurs à la commune.

## Démographie
L'évolution du nombre d'habitants est connue à travers les recensements de la population effectués dans la commune depuis 1793. Pour les communes de moins de 10 000 habitants, une enquête de recensement portant sur toute la population est réalisée tous les cinq ans, les populations de référence des années intermédiaires étant quant à elles estimées par interpolation ou extrapolation. Pour la commune, le premier recensement exhaustif entrant dans le cadre du nouveau dispositif a été réalisé en 2006.

En 2022, la commune comptait 1 987 habitants, en évolution de +5,08 % par rapport à 2016 (Landes : +5,78 %, France hors Mayotte : +2,11 %).
| 1793  | 1800  | 1806  | 1821  | 1831  | 1836  | 1841  | 1846  | 1851  |
| ----- | ----- | ----- | ----- | ----- | ----- | ----- | ----- | ----- |
| 1 350 | 1 077 | 1 325 | 1 343 | 1 601 | 1 785 | 1 721 | 1 754 | 1 774 |

| 1856  | 1861  | 1866  | 1872  | 1876  | 1881  | 1886  | 1891  | 1896  |
| ----- | ----- | ----- | ----- | ----- | ----- | ----- | ----- | ----- |
| 1 774 | 1 745 | 1 762 | 1 732 | 1 680 | 1 787 | 1 719 | 1 685 | 1 614 |

| 1901  | 1906  | 1911  | 1921  | 1926  | 1931  | 1936  | 1946  | 1954  |
| ----- | ----- | ----- | ----- | ----- | ----- | ----- | ----- | ----- |
| 1 614 | 1 629 | 1 582 | 1 469 | 1 487 | 1 568 | 1 586 | 1 750 | 1 938 |

| 1962  | 1968  | 1975  | 1982  | 1990  | 1999  | 2006  | 2011  | 2016  |
| ----- | ----- | ----- | ----- | ----- | ----- | ----- | ----- | ----- |
| 2 108 | 2 170 | 2 112 | 1 828 | 1 821 | 1 894 | 1 903 | 1 884 | 1 891 |

| 2021  | 2022  | - | - | - | - | - | - | - |
| ----- | ----- | - | - | - | - | - | - | - |
| 1 957 | 1 987 | - | - | - | - | - | - | - |

## Économie
La fermeture de la papeterie de Roquefort dans les années 1980 porte un rude coup à la région. Il demeure néanmoins un tissu de PME actives :
- Aqualande : produits à base de salmonidés ;
- Comilev-Sodamel : construction de nacelles ;
- Décopin : produits en pin des Landes ;
- Palmilandes : conserverie ;
- Labadie : scierie de pins des Landes ;
- SRPI : fabrication de citernes et cuves ;
- CEM DIP : usine de fabrication de charpentes traditionnelles et industrielles ;
- Sud Armatures : usine de fabrication d'armatures métalliques.

## Sports
Rugby à XV
- Rugby club Pays de Roquefort

## Lieux et monuments
- Arènes des Pins, inscrites au titre des monuments historiques depuis 2007[37].
- Chapelle Saint-Joseph, inscrite au titre des  monuments historiques le 11 décembre 1995[38]
- Château de Marsan, première demeure des vicomtes de Marsan, édifié avant le début du XIIe siècle
- Château de Foix, deuxième demeure des vicomtes de Marsan, édifié au milieu du XIIIe siècle
- Église Sainte-Marie de Roquefort : à l'origine prieuré bénédictin au XIIe siècle, elle porte les marques des transformations successives jusqu'au XVIIe siècle. Elle est classée monument historique depuis 1996[39].
- Source Sainte-Radegonde : au sud du château, à côté du vestige de l'ancien cimetière, la fontaine miraculeuse de Sainte-Radegonde censée soulager les rhumatismes en particulier le 13 août, jour de la fête de cette sainte, mais la source semble être coupée car cette fameuse eau miraculeuse ne s’écoule pas (31/07/2020).
- Foyer municipal de Roquefort : salle de spectacle de style art déco inaugurée en 1939
- Maison du coseigneur, vestige d'une ancienne maison noble
- Ancien presbytère de Roquefort, demeure du XVIIIe siècle
- Tour de la place du Pijorin : ancienne place de la Course, la place du Pijorin recouvrait également dans le passé l'actuelle place Georges Lapios. Lors de la fête patronale du 15 août, elle était clôturée de barrières de bois et la jeunesse y défiait avec des aiguillons des bœufs achetés par la communauté. La tour surveillait dans le passait le chemin de Vielle-Soubiran avec la porte du Puy Jaurin[40].

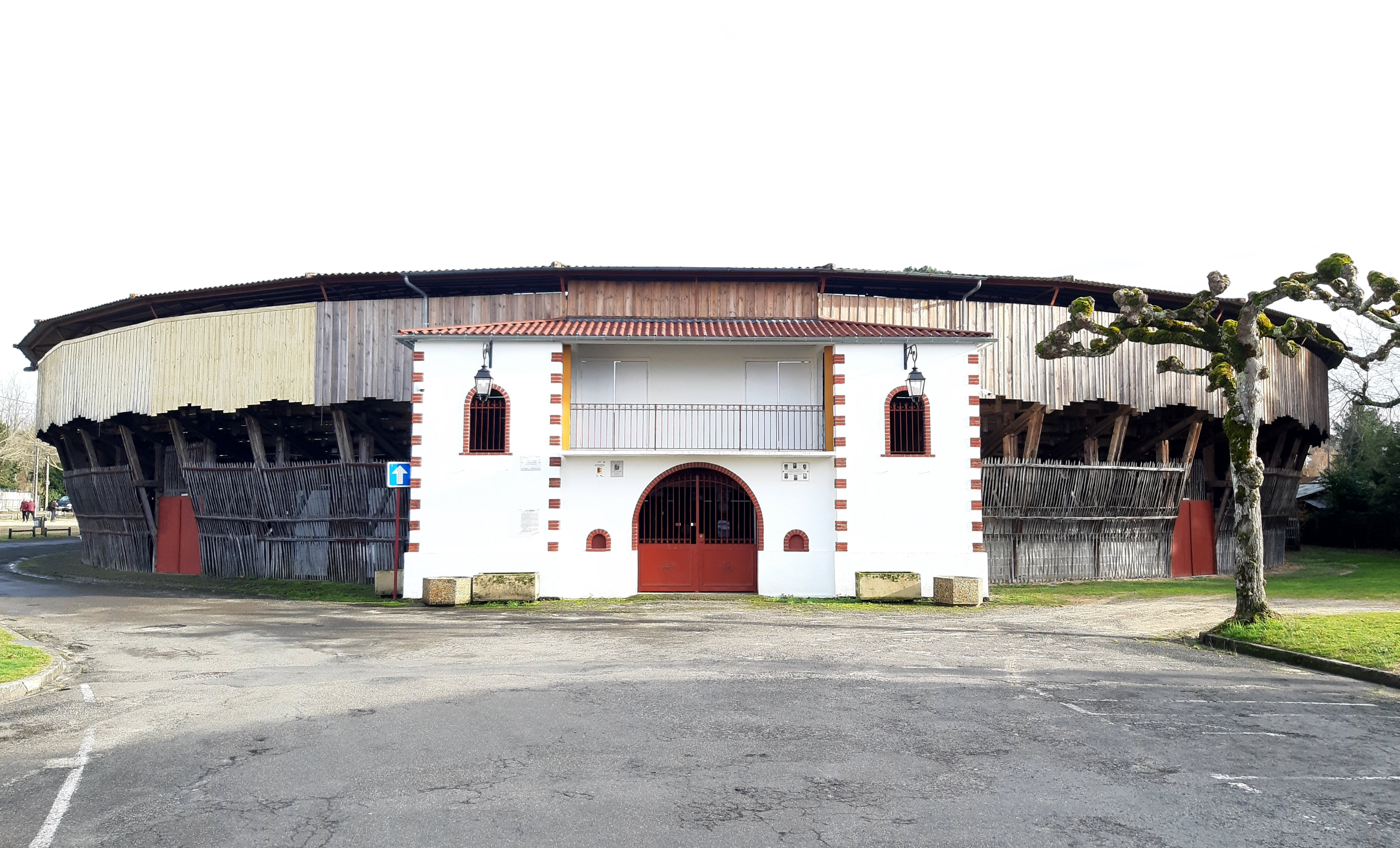
Arènes des Pins
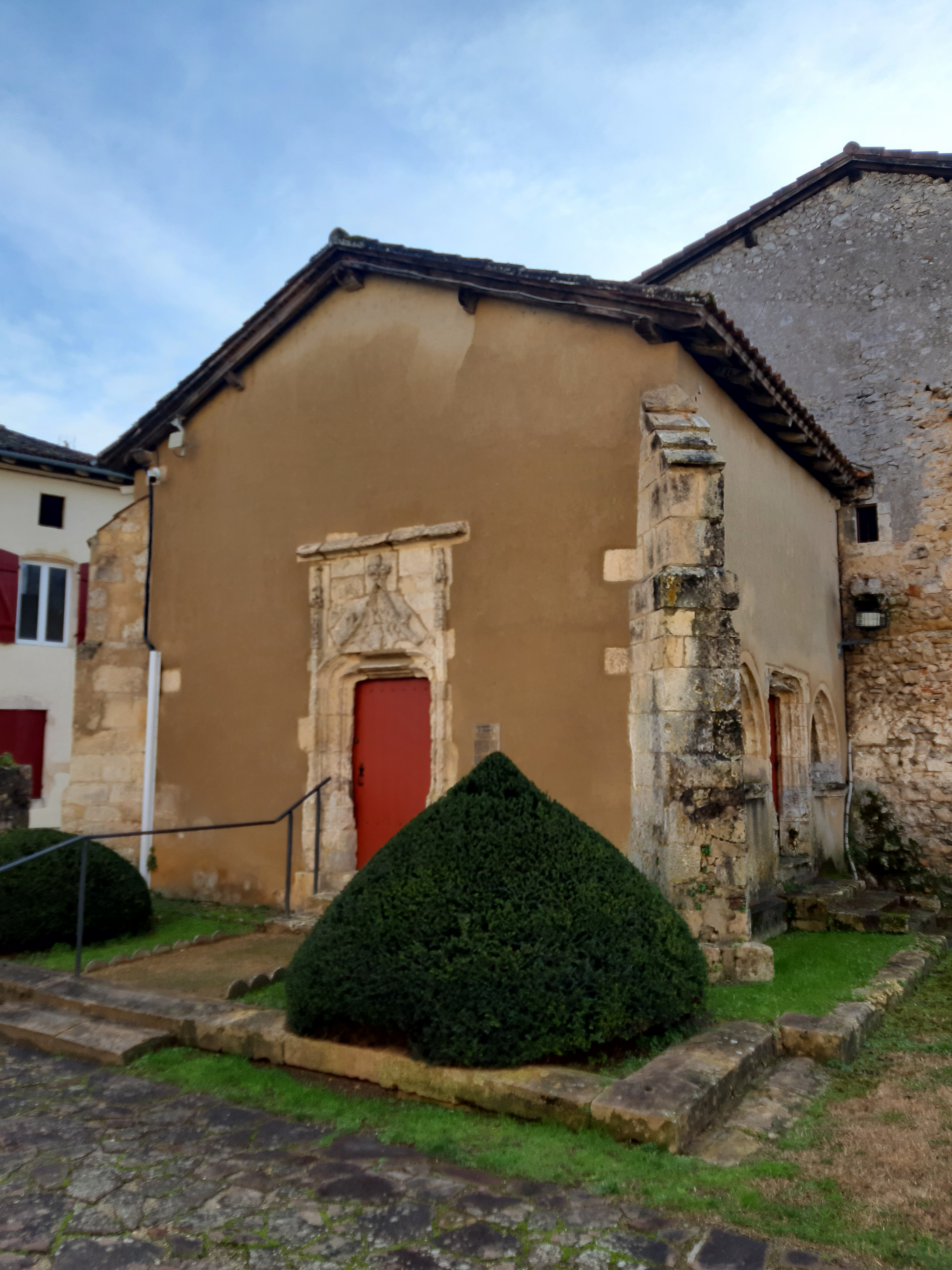
Chapelle Saint-Joseph
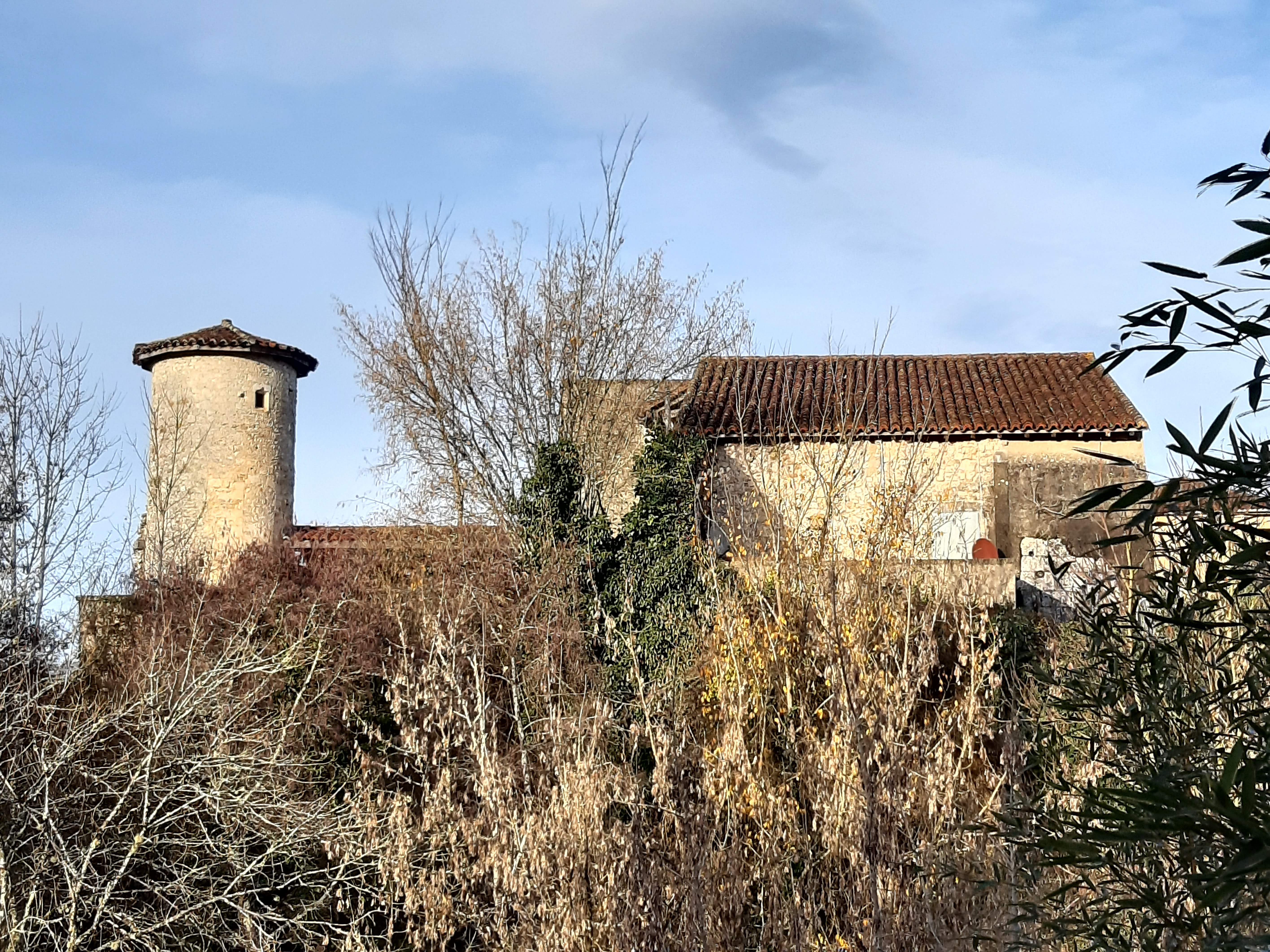
Tour de surveillance du château de Marsan
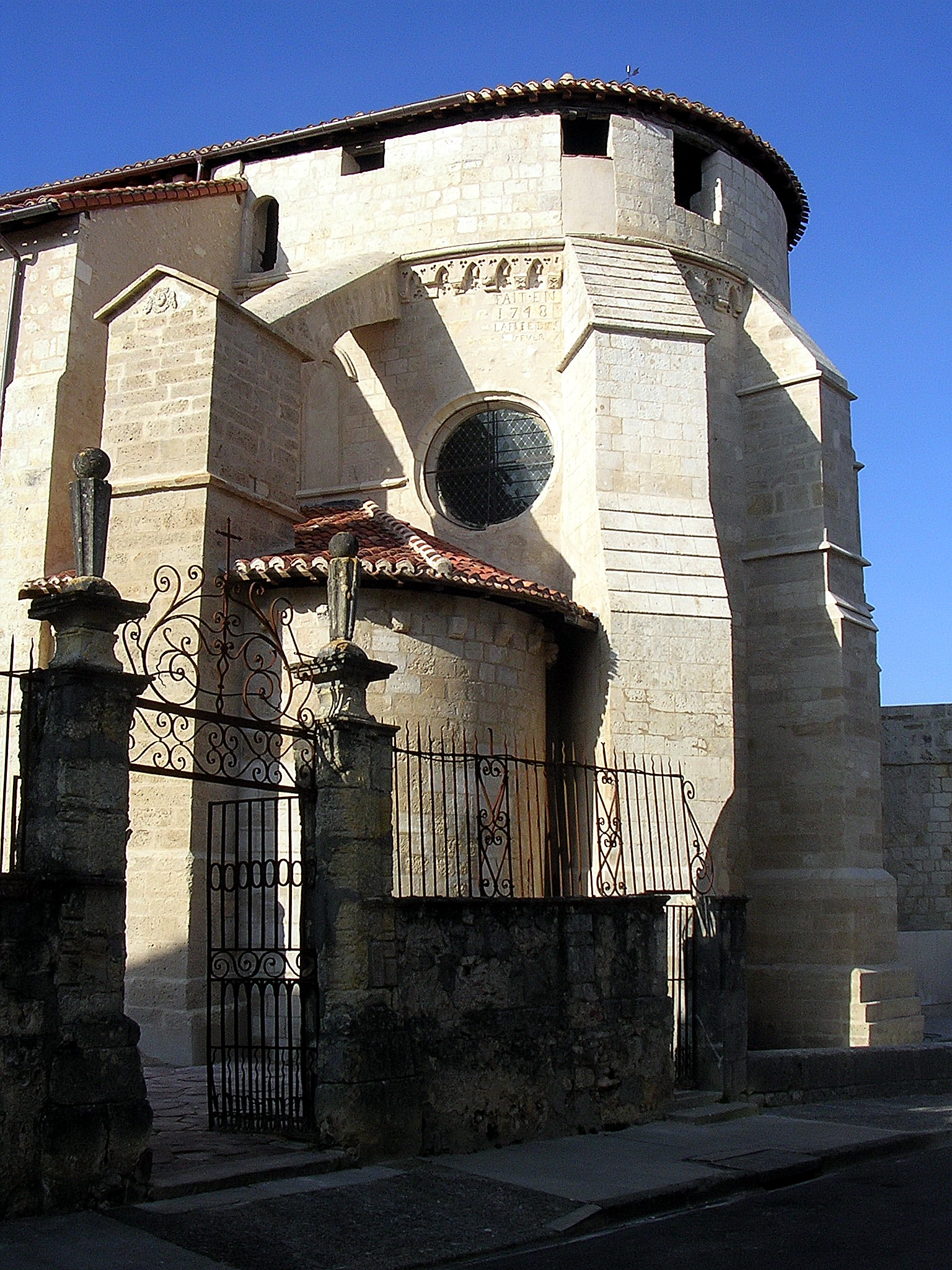
Chevet de l'église Sainte-Marie
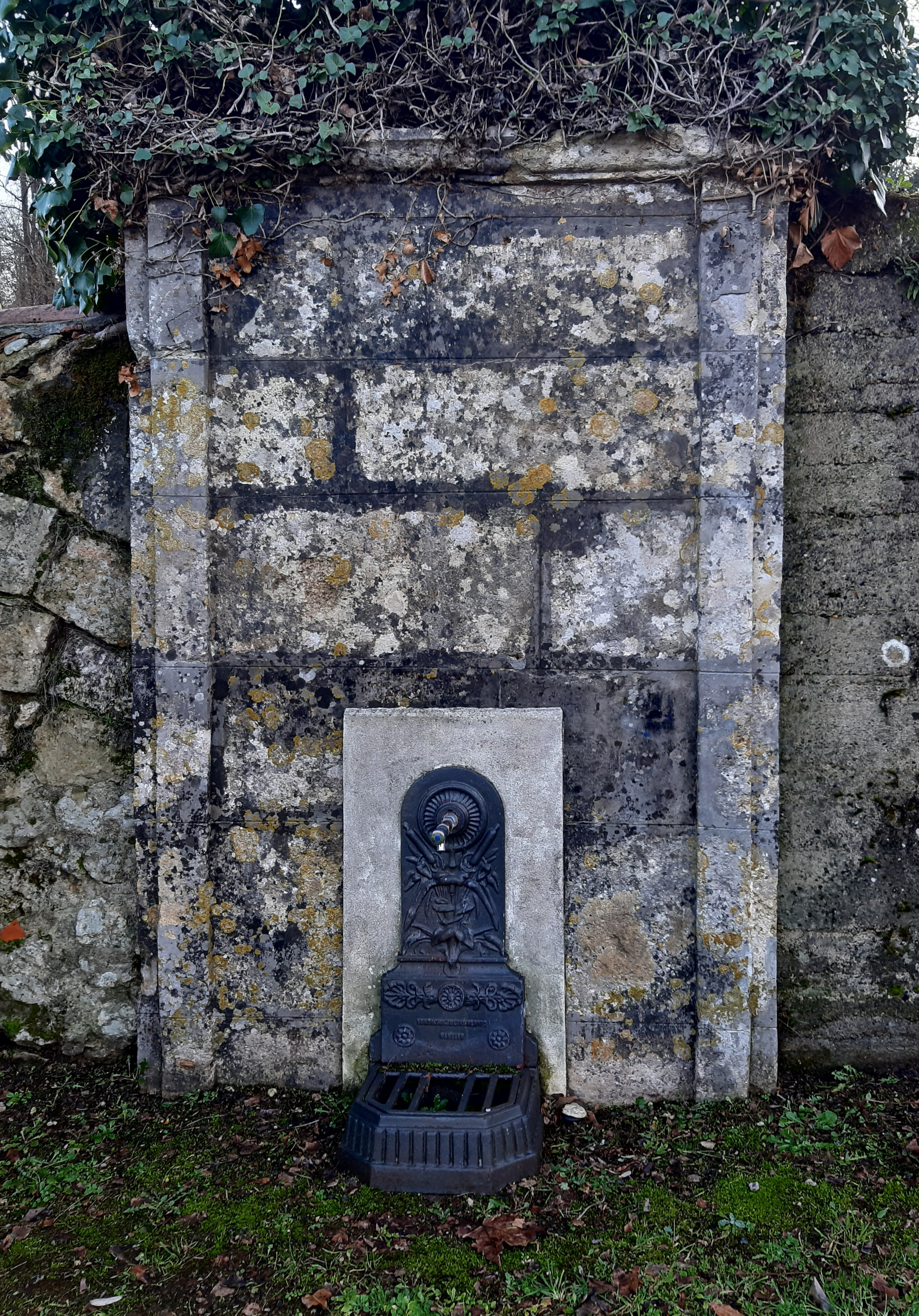
Source Sainte-Radegonde
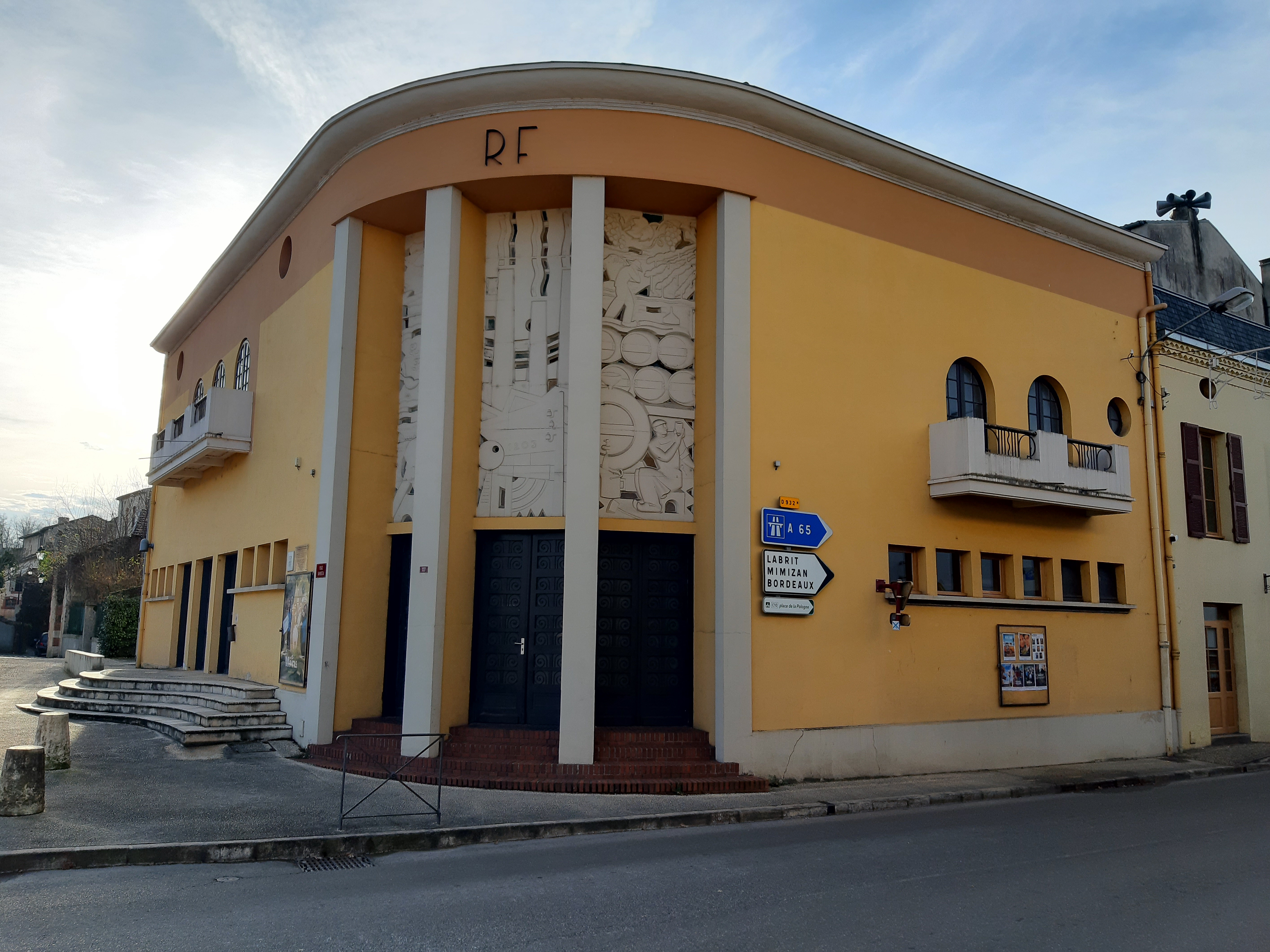
Foyer municipal de Roquefort
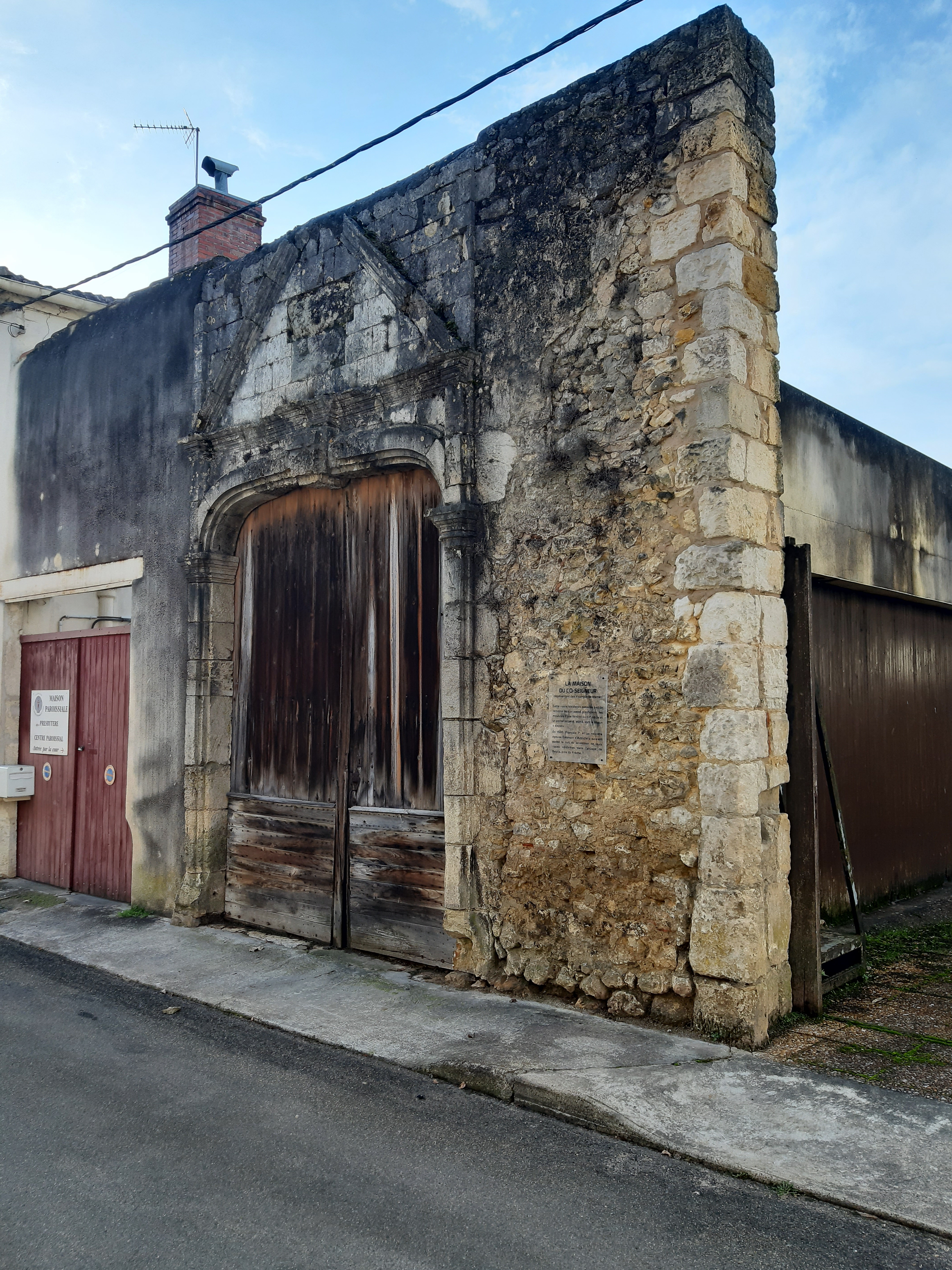
façade de la maison du coseigneur
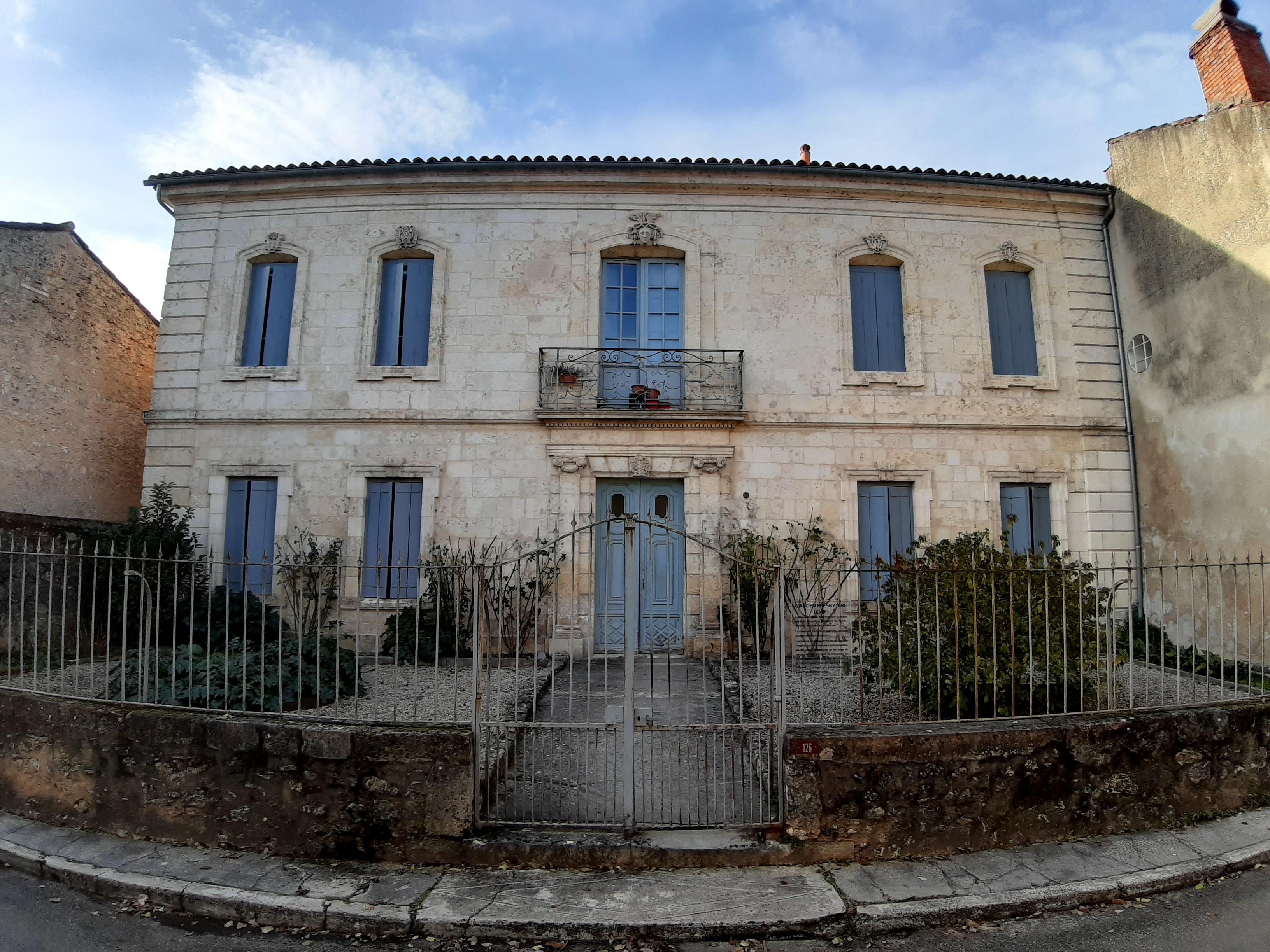
Ancien presbytère Roquefort
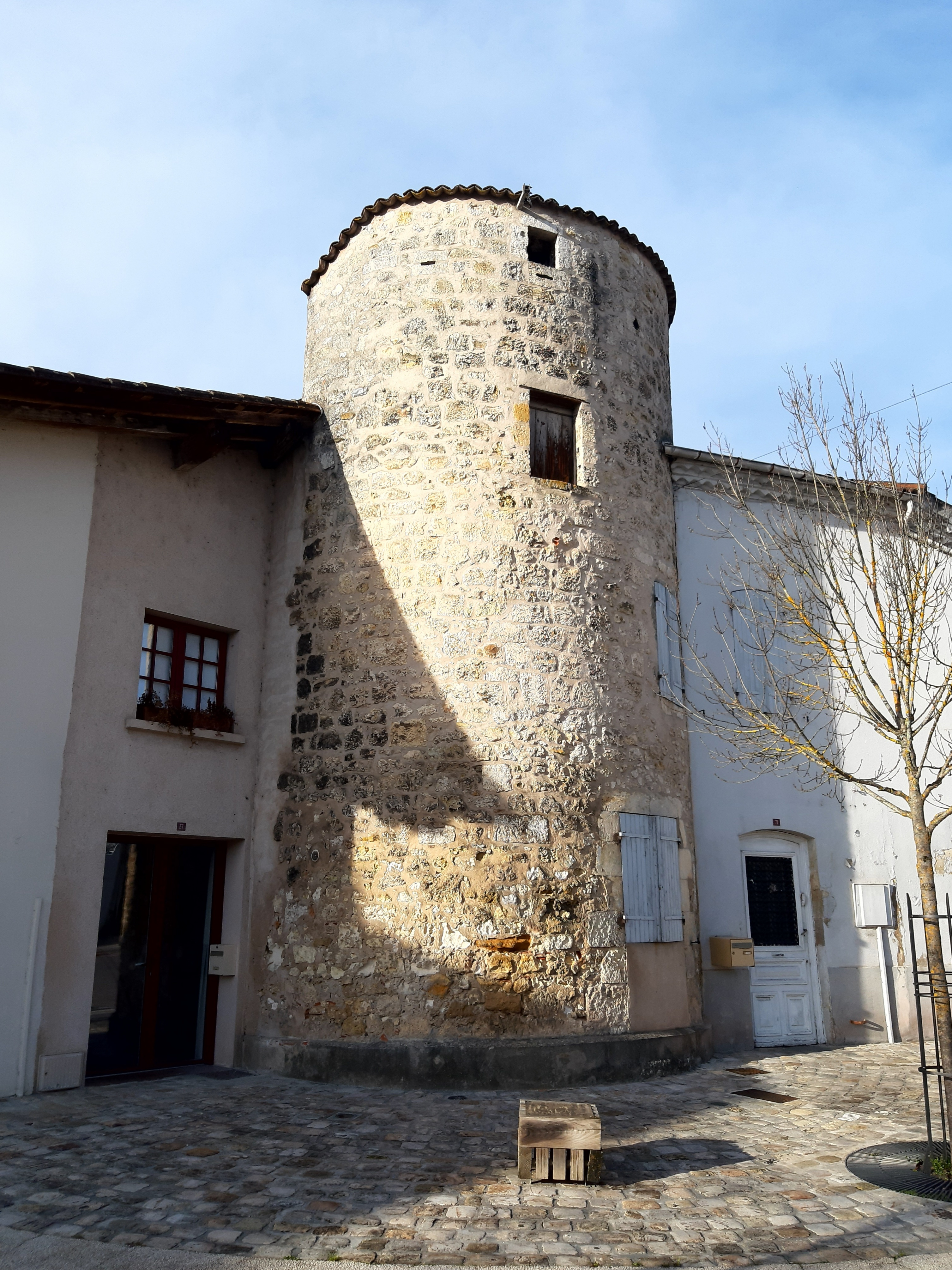
Tour de la place du Pijorin

## Personnalités liées à la commune
- Liste des vicomtes de Marsan
- Arnaut-Guilhem de Marsan.